# Campionati europei di concorso completo 1955
I Campionati europei di concorso completo 1955 si sono svolti a Windsor in Gran Bretagna.

## Podi
| Evento           | Oro          | Argento   | Bronzo        |
| Gara individuale | Frank Weldon | John Oram | Albert Hill   |
| Gara a squadre   | Regno Unito  | Svizzera  | Non assegnato |

## Medagliere
| Posiz. | Nazione     | Oro | Argento | Bronzo | Totale |
| ------ | ----------- | --- | ------- | ------ | ------ |
| 1      | Regno Unito | 2   | 1       | 1      | 3      |
| 2      | Svizzera    | 0   | 1       | 0      | 0      |
| Totale | Totale      | 2   | 2       | 1      | 5      |